# Junior Bazaar
Junior Bazaar war eine Zeitschrift, ein Ableger von Harper’s Bazaar und wurde in der Zeit von 1945 bis 1948 von William Randolph Hearst herausgegeben.
Alexey Brodovitch, der Art Director von Harper’s Bazaar und Junior Bazaar versuchte gezielt das jüngere Publikum mit einer Mischung aus Bildern, Grafiken und Fotografien zu erreichen. Fotografen wie Lillian Bassman und Richard Avedon durften ihre Photos in das Magazin stellen und erlangten so eine gewisse Bekanntheit.